# António Carlos Fuzeta da Ponte
António Carlos Fuzeta da Ponte CvA • ComA • GOA (Setúbal, 1935) é um Almirante português.

## Biografia
Estudou na Escola Naval, onde entrou em 1952. Anos mais tarde, em 1970, Fuzeta da Ponte leccionava na mesma instituição.
Dos diversos cargos de chefia de que foi responsável, destacam-se o de primeiro governador civil do Distrito de Setúbal, a seguir ao 25 de Abril; foi chefe do Estado-Maior do Comando Naval do Continente; em 1989, chefiou uma missão militar da NATO, sendo nesse mesmo ano nomeado chefe do Estado-Maior da Armada.
Entre 21 de Fevereiro de 1994 e 9 de Março de 1998, o Almirante da Marinha Fuzeta da Ponte foi o 14.º Chefe do Estado-Maior-General das Forças Armadas de Portugal.
É irmão do Capitão de Mar e Guerra Fernando Carlos Fuzeta da Ponte, Comendador da Legião do Mérito dos Estados Unidos da América a 12 de Março de 1999, atribuída pelo Presidente Bill Clinton, e Medalha de Primeira Classe da Ordem das Forças de Defesa da Hungria a 4 de Julho de 2001.

### Condecorações[2][3]
- Cavaleiro da Ordem Militar de São Bento de Avis de Portugal (26 de Outubro de 1965)
- Comendador da Ordem Militar de São Bento de Avis de Portugal (30 de Setembro de 1983)
- Comendador da Ordem do Mérito Militar do Brasil (16 de Maio de 1986)
- Grande-Oficial da Ordem Militar de São Bento de Avis de Portugal (29 de Setembro de 1986)
- Comendador da Ordem Nacional da Legião de Honra de França (8 de Maio de 1990)
- Comendador da Legião do Mérito dos Estados Unidos da América (19 de Dezembro de 1991), atribuída pelo Presidente George H. W. Bush
- Grande-Oficial da Ordem do Mérito Naval do Brasil (28 de Janeiro de 1994)
- Grã-Cruz da Ordem de Rio Branco do Brasil (21 de Maio de 1999)